# Nilda Garré
Pour les articles homonymes, voir Garré.
Nilda Garré (née le 3 novembre 1945 à Buenos Aires, quartier de San Telmo) est la ministre de la Défense de l'Argentine entre 28 novembre 2005 et 2010. Première femme à obtenir ce portefeuille, elle a été nommée par le président péroniste de gauche Nestor Kirchner puis maintenue dans ses fonctions par Cristina Kirchner. Elle quitte ses fonctions le 15 décembre 2010 pour devenir ministre de la Sécurité publique.

## Biographie
De l'aile gauche péroniste, Garré a été élue députée du FREJULI (es) à Buenos Aires lors des élections de 1973, fonction qu'elle conserva jusqu'au coup d'État de mars 1976. Elle a été mariée avec Juan Manuel Abal Medina, qui fut le secrétaire général du Parti justicialiste en 1971-72 et était le frère du Montonero abattu par la police après avoir participé à la séquestration de l'ex-dictateur Aramburu. Nilda Garré elle-même aurait milité dans des cercles proches des Montoneros lors des années de dictature militaire (1976-1983). 
Lors de la transition démocratique, elle s'investit de nouveau au sein du Parti justicialiste, à côté des rénovateurs et notamment d'Antonio Cafiero. Mais elle s'éloigna des péronistes lorsque Carlos Menem était au pouvoir, étant élue députée en 1994, à Buenos Aires, sur les listes du Frepaso. Réélue en 1999, elle démissionna l'année suivante, sous le gouvernement du radical Fernando de la Rúa, pour devenir secrétaire d'État aux affaires politiques du ministère de l'Intérieur. En tant que telle, elle s'occupa d'une partie de l'enquête sur l'attentat de l'AMIA, puis démissionna en mars 1991 en raison de son opposition à la politique économique poursuivie par le ministre Ricardo López Murphy.
En décembre 2001, elle fut réélue à nouveau députée (toujours à Buenos Aires), avant d'être nommée ambassadrice au Venezuela par Nestor Kirchner en juin 2005 (remplacée ensuite par Alicia Castro), geste de soutien du président vis-à-vis des secteurs non péronistes le soutenant, puis finalement fut nommée ministre de la Défense en décembre 2005 et ministre de la Sécurité publique en décembre 2010.